# 도키타 고헤이
도키타 고헤이(일본어: 土岐田 洸平, 1986년 3월 16일 ~ )는 일본의 전 축구 선수이다.

## 구단 경력
그는 2008년부터 2018년까지 J리그의 오미야 아르디자, 오이타 트리니타, FC 마치다 젤비아에서 활동하였다.